# 부기어 위키백과

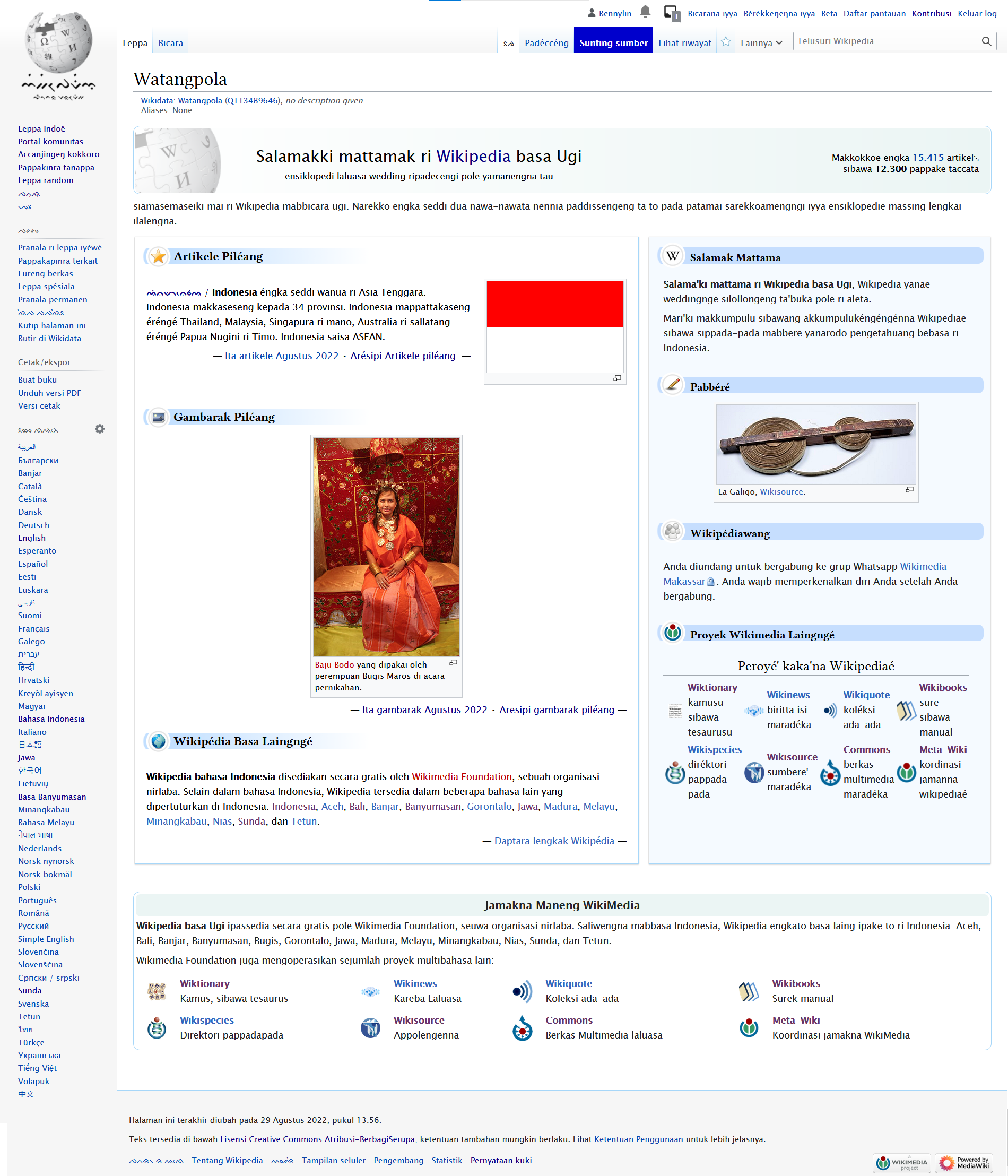

부기어 위키백과는 부기어로 운영되는 위키백과 언어판이다. 2005년에 시작되었다. 기호는 bug이다.